# José Planas
 (octobre 2014).
Si vous disposez d'ouvrages ou d'articles de référence ou si vous connaissez des sites web de qualité traitant du thème abordé ici, merci de compléter l'article en donnant les références utiles à sa vérifiabilité et en les liant à la section « Notes et références ».
Pour les articles homonymes, voir Planas.
José Planas Artés, né le 14 avril 1901 à Barcelone (Catalogne, Espagne) et mort le 9 avril 1977 dans la même ville, est un footballeur espagnol qui s'est ensuite reconverti en entraîneur. Il joue six saisons au FC Barcelone dans les années 1920 puis il entraîne de nombreuses équipes espagnoles.

## Biographie

### Clubs
José Planas naît dans le quartier barcelonais de Sant Andreu. Il commence à jouer en 1916 au FC Andreuenc et à l'Avenç de l'Sport en 1919. 
En 1921, il est recruté par le FC Barcelone devenant vite un des grands défenseurs du Barça du premier âge d'or. Il reste au Barça jusqu'en 1927, jouant 181 matchs et marquant 25 buts. Il remporte cinq fois le championnat de Catalogne et trois fois la Coupe d'Espagne.
Il met un terme à sa carrière de joueur en 1927.

### Entraîneur
En 1928, il commence une longue carrière d'entraîneur. Il est un véritable innovateur dans les systèmes de jeu et dans les méthodes d'entraînement.
Il débute en Galice au Racing de Ferrol lors de la saison 1928-1929 avec qui il parvient en finale de la Coupe d'Espagne en 1939. Il entraîne l'Arenas de Getxo en première division.
Entre 1939 et 1941, il entraîne le FC Barcelone.
Il est aussi entraîneur du RCD Espanyol lors de la saison 1946-1947, Real Murcie, Celta de Vigo, Real Valladolid, Celta de Vigo, Real Saragosse ou Deportivo La Corogne, entre autres.
Il devient sélectionneur de l'Équateur en 1948.
Son dernier club est l'UE Sant Andreu lors de la saison 1959-1960.

## Palmarès
Avec le FC Barcelone :
- Vainqueur de la Coupe d'Espagne en 1922, 1925 et 1926
- Champion de Catalogne en 1922, 1924, 1925, 1926 et 1927